# Jelena Sergejewna Wesnina
Jelena Sergejewna Wesnina (russisch Елена Сергеевна Веснина; * 1. August 1986 in Lwiw, Ukrainische SSR) ist eine ehemalige russische Tennisspielerin. Mit Jekaterina Makarowa gewann sie drei Grand-Slam-Titel und 2016 die Goldmedaille bei den Olympischen Spielen.

## Karriere
Wesnina begann im Alter von sieben Jahren mit dem Tennissport. 2002 ging sie erstmals bei ITF-Turnieren an den Start, bereits 2003 konnte sie ihre ersten beiden Titel im Einzel sowie drei Turniersiege bei Doppelwettbewerben feiern.
Im Einzel zog sie 2006 bei den Australian Open erstmals ins Achtelfinale eines Grand-Slam-Turniers ein; sie scheiterte dort an ihrer Landsfrau Nadja Petrowa. In Wimbledon verlor sie 2009 ihr Achtelfinale mit 1:6, 3:6 gegen Jelena Dementjewa. Im Oktober 2009 erreichte sie im Einzel Platz 22 der WTA-Weltrangliste, im Juli 2013 verbesserte sie sich nochmals um einen Rang auf Platz 21, ihre bislang beste Position.
In Wimbledon erzielte Wesnina 2016 ihren bislang größten Erfolg im Einzel, als sie dort erst im Halbfinale in zwei Sätzen gegen die spätere Siegerin Serena Williams ausschied.
Im Doppel gewann Wesnina 2005 mit Anastassija Rodionowa die Bell Challenge in Québec. Im Jahr darauf gewann sie an der Seite von Jelena Lichowzewa die Moorilla Hobart International. 2008 sicherte sie sich mit ihrer Landsfrau Dinara Safina den Titel beim Masters-Turnier in Indian Wells. Diesen Erfolg wiederholte sie 2011 mit Sania Mirza, mit der sie auch das Sandplatzturnier von Charleston gewann.
Im Mixed zog sie 2011 an der Seite von Mahesh Bhupathi erstmals ins Endspiel eines Grand-Slam-Turniers ein. Im Endspiel von Wimbledon standen die beiden Jürgen Melzer und Iveta Benešová gegenüber, denen sie mit 3:6 und 2:6 unterlagen. 2012 unterlag sie dort an der Seite von Leander Paes in der Vorschlussrunde Lisa Raymond und Mike Bryan mit 3:6, 7:5 und 4:6.
Seit Juni 2011 steht Wesnina in den Top Ten der Doppel-Weltrangliste. 2012 erreichte sie bei den Turnieren von Dubai, Indian Wells, Madrid und Rom jeweils das Finale. Zudem zog sie an der Seite von Sania Mirza ins Semifinale der Australian Open ein. Im Oktober gelangen ihr mit ihrer neuen Doppelpartnerin Jekaterina Makarowa in Peking und Moskau gleich zwei Turniersiege in einem Monat.
Beim Turnier von Hobart gewann Wesnina zum Jahresbeginn 2013 schließlich ihren ersten Einzeltitel auf der WTA Tour. Im Endspiel besiegte sie Mona Barthel mit 6:3 und 6:4. Bei den Australian Open zog sie erstmals seit 2006 wieder ins Achtelfinale ein, das sie mit 1:6, 1:6 gegen Wiktoryja Asaranka verlor. In Paris gelang ihr dann an der Seite von Makarowa der erste Titelgewinn bei einem Grand-Slam-Turnier. Im Finale der French Open besiegten sie in zwei Sätzen die Titelverteidigerinnen Sara Errani und Roberta Vinci. Beim WTA-Turnier in Eastbourne gewann Wesnina ihren zweiten Einzeltitel mit einem Endspielsieg über Jamie Hampton; es war ihr erster Titelgewinn auf Rasen.
Am 19. August 2013 erreichte sie in der Doppelweltrangliste Rang 4, im Februar 2014 verbesserte sie sich nochmals um einen Platz. Im selben Monat überschritt die Summe ihres Turnier-Preisgelds die Marke von fünf Millionen US-Dollar. Bei den US Open gewann sie 2014 mit Jekaterina Makarowa ihren zweiten Grand-Slam-Titel, im Finale bezwangen sie Martina Hingis und Flavia Pennetta mit 2:6, 6:3 und 6:2.
Im Jahr 2016 gewannen die beiden, nach ihrem verlorenen Finale in Roland Garros, die Goldmedaille bei den Olympischen Spielen in Rio de Janeiro sowie die inoffizielle Weltmeisterschaft, die WTA Tour Finals. In der Saison 2017 gewann sie mit Makarowa drei Titel, darunter das Turnier in Wimbledon. 2018 folgte der Titelgewinn in Madrid. Zum 11. Juni 2018 übernahmen die beiden gemeinsam erstmals die Führung in der Weltrangliste.
Am 22. November 2024 gab sie ihr Karriereende bekannt.

## Turniersiege

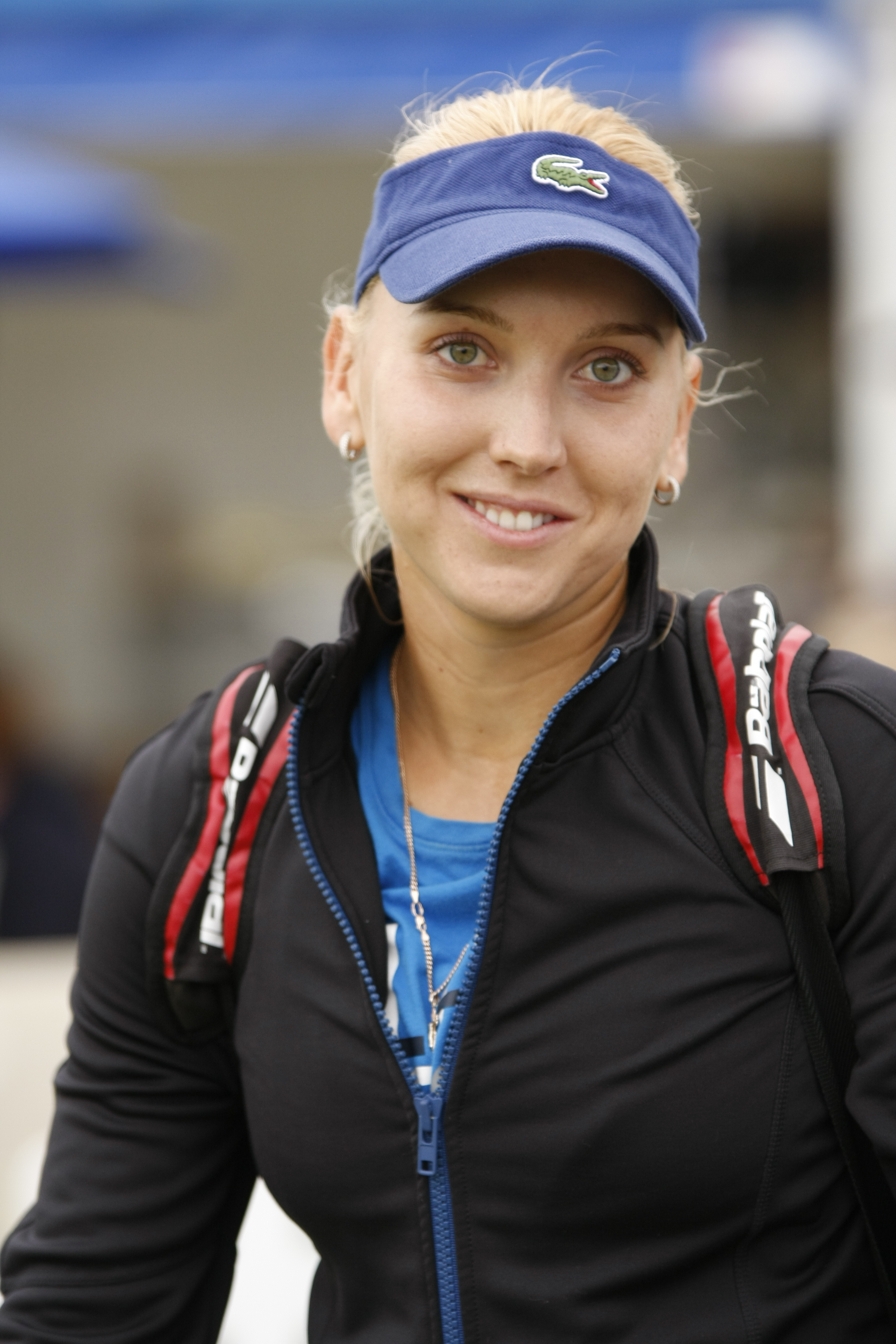
2014 in Eastbourne

### Einzel
| Nr. | Datum              | Turnier      | Kategorie             | Belag     | Finalgegnerin      | Ergebnis       |
| --- | ------------------ | ------------ | --------------------- | --------- | ------------------ | -------------- |
| 1.  | 6. Juli 2003       | Balashikha   | ITF $10.000           | Sand      | Daria Chemarda     | 7:5, 6:3       |
| 2.  | 21. September 2003 | Tiflis       | ITF $25.000           | Sand      | Marija Korytzewa   | 6:4, 6:3       |
| 3.  | 12. Januar 2013    | Hobart       | WTA International     | Hartplatz | Mona Barthel       | 6:3, 6:4       |
| 4.  | 22. Juni 2013      | Eastbourne   | WTA Premier           | Rasen     | Jamie Hampton      | 6:2, 6:1       |
| 5.  | 19. März 2017      | Indian Wells | WTA Premier Mandatory | Hartplatz | Swetlana Kusnezowa | 6:76, 7:5, 6:4 |

### Doppel
| Nr. | Datum              | Turnier        | Kategorie              | Belag             | Partnerin             | Finalgegnerinnen                               | Ergebnis          |
| --- | ------------------ | -------------- | ---------------------- | ----------------- | --------------------- | ---------------------------------------------- | ----------------- |
| 1.  | 5. Juli 2003       | Balashikha     | ITF $10.000            | Sand              | Daria Chemarda        | Irina Kotkina Iryna Kuryanovich                | 7:5, 6:4          |
| 2.  | 16. August 2003    | Bukarest       | ITF $10.000            | Sand              | Anna Bastrikova       | Gabriela Niculescu Monica Niculescu            | 6:4, 6:4          |
| 3.  | 23. August 2003    | Bukarest       | ITF $10.000            | Sand              | Anna Bastrikova       | Nicole Clerico Irina Smirnova                  | 6:1, 6:1          |
| 4.  | 12. Juni 2004      | Marseille      | ITF $50.000            | Sand              | Shahar Peer           | Kildine Chevalier Conchita Martínez Granados   | 6:1, 6:1          |
| 5.  | 4. September 2004  | Balashikha     | ITF $25.000            | Sand              | Marija Golowisnina    | Olena Schmelzer Alla Kudrjawzewa               | 7:5, 6:4          |
| 6.  | 18. September 2004 | Tiflis         | ITF $25.000            | Sand              | Darja Kustawa         | Marija Kondratjewa Jekaterina Koschokina       | 6:2, 6:4          |
| 7.  | 6. November 2005   | Québec         | WTA Tier III           | Hartplatz (Halle) | Anastassija Rodionowa | Līga Dekmeijere Ashley Harkleroad              | 6:74, 6:4, 6:2    |
| 8.  | 12. Januar 2007    | Hobart         | WTA Tier IV            | Hartplatz         | Jelena Lichowzewa     | Anabel Medina Garrigues Virginia Ruano Pascual | 2:6, 6:1, 6:2     |
| 9.  | 22. März 2008      | Indian Wells   | WTA Tier I             | Hartplatz         | Dinara Safina         | Yan Zi Zheng Jie                               | 6:1, 1:6, [10:8]  |
| 10. | 19. März 2011      | Indian Wells   | WTA Premier Mandatory  | Hartplatz         | Sania Mirza           | Bethanie Mattek-Sands Meghann Shaughnessy      | 6:0, 7:5          |
| 11. | 10. April 2011     | Charleston     | WTA Premier            | Sand              | Sania Mirza           | Bethanie Mattek-Sands Meghann Shaughnessy      | 6:4, 6:4          |
| 12. | 16. Oktober 2011   | Linz           | WTA International      | Hartplatz (Halle) | Marina Eraković       | Julia Görges Anna-Lena Grönefeld               | 7:5, 6:1          |
| 13. | 7. Oktober 2012    | Peking         | WTA Premier            | Hartplatz         | Jekaterina Makarowa   | Nuria Llagostera Vives Sania Mirza             | 7:5, 7:5          |
| 14. | 21. Oktober 2012   | Moskau         | WTA Premier            | Hartplatz (Halle) | Jekaterina Makarowa   | Marija Kirilenko Nadja Petrowa                 | 6:3, 1:6, [10:8]  |
| 15. | 16. März 2013      | Indian Wells   | WTA Premier Mandatory  | Hartplatz         | Jekaterina Makarowa   | Nadja Petrowa Katarina Srebotnik               | 6:0, 5:7 [10:6]   |
| 16. | 9. Juni 2013       | French Open    | Grand Slam             | Sand              | Jekaterina Makarowa   | Sara Errani Roberta Vinci                      | 7:5, 6:2          |
| 17. | 6. September 2014  | US Open        | Grand Slam             | Hartplatz         | Jekaterina Makarowa   | Martina Hingis Flavia Pennetta                 | 2:6, 6:3, 6:2     |
| 18. | 24. Oktober 2015   | Moskau         | WTA Premier            | Hartplatz (Halle) | Darja Kassatkina      | Irina-Camelia Begu Monica Niculescu            | 6:3, 6:77, [10:5] |
| 19. | 31. Juli 2016      | Montreal       | WTA Premier 5          | Hartplatz         | Jekaterina Makarowa   | Simona Halep Monica Niculescu                  | 6:3, 7:65         |
| 20. | 14. August 2016    | Rio de Janeiro | Olympische Spiele      | Hartplatz         | Jekaterina Makarowa   | Martina Hingis Timea Bacsinszky                | 6:4, 6:4          |
| 21. | 30. Oktober 2016   | Singapur       | WTA Tour Championships | Hartplatz (Halle) | Jekaterina Makarowa   | Bethanie Mattek-Sands Lucie Šafářová           | 7:65, 6:3         |
| 22. | 25. Februar 2017   | Dubai          | WTA Premier 5          | Hartplatz         | Jekaterina Makarowa   | Andrea Hlaváčková Peng Shuai                   | 6:2, 4:6, [10:7]  |
| 23. | 15. Juli 2017      | Wimbledon      | Grand Slam             | Rasen             | Jekaterina Makarowa   | Chan Hao-ching Monica Niculescu                | 6:0, 6:0          |
| 24. | 13. August 2017    | Toronto        | WTA Premier 5          | Hartplatz         | Jekaterina Makarowa   | Anna-Lena Grönefeld Květa Peschke              | 6:0, 6:4          |
| 25. | 12. Mai 2018       | Madrid         | WTA Premier Mandatory  | Sand              | Jekaterina Makarowa   | Tímea Babos Kristina Mladenovic                | 2:6, 6:4, [10:8]  |

### Mixed
| Nr. | Datum           | Turnier         | Belag     | Partner      | Finalgegner                 | Ergebnis         |
| --- | --------------- | --------------- | --------- | ------------ | --------------------------- | ---------------- |
| 1.  | 31. Januar 2016 | Australian Open | Hartplatz | Bruno Soares | Coco Vandeweghe Horia Tecău | 6:4, 4:6, [10:5] |

## Abschneiden bei Grand-Slam-Turnieren

### Einzel
| Turnier         | 2005 | 2006 | 2007 | 2008 | 2009 | 2010 | 2011 | 2012 | 2013 | 2014 | 2015 | 2016 | 2017 | 2018 | 2019 | 2020 | 2021 | Karriere |
| --------------- | ---- | ---- | ---- | ---- | ---- | ---- | ---- | ---- | ---- | ---- | ---- | ---- | ---- | ---- | ---- | ---- | ---- | -------- |
| Australian Open | —    | AF   | 2    | 3    | 1    | 1    | 1    | 1    | AF   | 1    | 1    | Q1   | 3    | 2    | —    | —    | —    | AF       |
| French Open     | —    | 1    | 1    | 1    | 2    | 1    | 1    | 1    | 1    | 2    | 3    | 2    | 3    | 1    | —    | —    | 3    | 3        |
| Wimbledon       | —    | 2    | 3    | 2    | AF   | 1    | 2    | 2    | 2    | 2    | 1    | HF   | 2    | —    | —    |      | 2    | HF       |
| US Open         | Q2   | 1    | 1    | 2    | 3    | 1    | 1    | 2    | 2    | 3    | 2    | 3    | 3    | —    | —    | —    | —    | 3        |

Zeichenerklärung: S = Turniersieg; F, HF, VF, AF = Einzug ins Finale / Halbfinale / Viertelfinale / Achtelfinale; 1, 2, 3 = Ausscheiden in der 1. / 2. / 3. Hauptrunde; Q1, Q2, Q3 = Ausscheiden in der 1. / 2. / 3. Qualifikationsrunde; nicht ausgetragen

### Doppel
Die Tabelle listet die Ergebnisse der Grand-Slam-Turniere, der Tour Championships, der Olympischen Spiele, des Fed Cups bzw Billie Jean King Cups und der Turniere folgender Kategorien auf: 1990–2008: Tier I, 2009–2020: Premier Mandatory und Premier 5, ab 2021: WTA 1000.
| Turnier              | 2005 | 2006 | 2007 | 2008 | 2009 | 2010 | 2011 | 2012 | 2013 | 2014 | 2015 | 2016 | 2017 | 2018 | 2019 | 2020 | 2021 | Karriere |
| -------------------- | ---- | ---- | ---- | ---- | ---- | ---- | ---- | ---- | ---- | ---- | ---- | ---- | ---- | ---- | ---- | ---- | ---- | -------- |
| Australian Open      | —    | 1    | 1    | 2    | AF   | AF   | 2    | HF   | HF   | F    | VF   | AF   | VF   | F    | —    | —    | —    | 2 × F    |
| French Open          | —    | VF   | 1    | 2    | F    | AF   | F    | VF   | S    | 2    | HF   | F    | VF   | 1    | —    | —    | 1    | 1 × S    |
| Wimbledon            | —    | 1    | AF   | 2    | AF   | F    | HF   | VF   | AF   | AF   | F    | VF   | S    | —    | —    |      | F    | 1 × S    |
| US Open              | —    | AF   | 1    | 2    | VF   | VF   | AF   | AF   | VF   | S    | 2    | HF   | AF   | —    | —    | —    | —    | 1 × S    |
| WTA Finals           | —    | —    | —    | —    | —    | —    | —    | —    | F    | VF   | —    | S    | HF   | —    | —    |      | —    | 1 × S    |
| Doha                 |      |      |      | 1    |      |      |      | AF   | —    | —    |      | HF   |      | VF   |      | —    |      | 1 × HF   |
| Dubai                |      |      |      |      | VF   | 1    | VF   |      |      |      | VF   |      | S    |      | —    |      | —    | 1 × S    |
| Indian Wells         | —    | 1    | —    | S    | 1    | —    | S    | F    | S    | VF   | F    | AF   | HF   | F    | —    |      | —    | 3 × S    |
| Miami                | —    | —    | AF   | —    | AF   | AF   | AF   | 1    | VF   | F    | F    | AF   | VF   | HF   | —    |      | —    | 2 × F    |
| Charleston           | —    | 1    | AF   | HF   |      |      |      |      |      |      |      |      |      |      |      |      |      | 1 × HF   |
| Rom                  | —    | —    | —    | 1    | AF   | AF   | 1    | F    | —    | VF   | 1    | F    | F    | —    | —    | —    | VF   | 3 × F    |
| Madrid               |      |      |      |      | VF   | 1    | VF   | F    | VF   | AF   | VF   | HF   | AF   | S    | —    |      | VF   | 1 × S    |
| Berlin               | —    | 1    | 1    | VF   |      |      |      |      |      |      |      |      |      |      |      |      |      | 1 × VF   |
| San Diego            | —    | —    | —    |      |      |      |      |      |      |      |      |      |      |      |      |      |      | —        |
| Cincinnati           |      |      |      |      | AF   | 2    | —    | —    | HF   | AF   | VF   | —    | —    | —    | —    | —    | —    | 1 × HF   |
| Kanada               | 1    | AF   | —    | HF   | AF   | VF   | 1    | —    | HF   | VF   | AF   | S    | S    | —    | —    |      | —    | 2 × S    |
| Tokio                | —    | —    | VF   | —    | VF   | —    | —    | —    | 1    |      |      |      |      |      |      |      |      | 2 × VF   |
| Wuhan                |      |      |      |      |      |      |      |      |      | —    | —    | —    | VF   | —    | —    |      |      | 1 × VF   |
| Zürich               | —    | —    | 1    |      |      |      |      |      |      |      |      |      |      |      |      |      |      | 1 × 1R   |
| Peking               |      |      |      |      | —    | —    | —    | S    | —    | —    | VF   | AF   | HF   | —    | —    |      |      | 1 × S    |
| Moskau               | 1    | 1    | 1    | 1    |      |      |      |      |      |      |      |      |      |      |      |      |      | 4 × 1R   |
| Olympische Spiele    |      |      |      | VF   |      |      |      | VF   |      |      |      | S    |      |      |      | HF   |      | 1 × S    |
| Billie Jean King Cup |      |      | S    | S    |      |      | F    | HF   | F    | PO   | F    | PO   | PO   | PO   |      | —    | —    | 2 × S    |

Zeichenerklärung: S = Turniersieg; F, HF, VF, AF = Einzug ins Finale, Halb-, Viertel-, Achtelfinale; 1, 2, 3 = Ausscheiden in der 1., 2., 3. Haupt- / Finalrunde; Q1, Q2, Q3 = Ausscheiden in der 1., 2. 3. Qualifikationsrunde; KF (kleines Finale) = unterlegen im Spiel um Platz drei; RR = Round Robin (Gruppenphase); nicht ausgetragen oder andere Kategorie; PO (Playoff), P2 = Auf-/Abstiegsrunde zur Weltgruppe I/II im Fed Cup; W2, K1, K2, K3 = Teilnahme in der Weltgruppe II, Kontinentalgruppe I, II, III im Fed Cup.

### Mixed
| Turnier         | 2007 | 2008 | 2009 | 2010 | 2011 | 2012 | 2013 | 2014 | 2015 | 2016 | 2017 | 2018 | 2019 | 2020 | 2021 | Karriere |
| --------------- | ---- | ---- | ---- | ---- | ---- | ---- | ---- | ---- | ---- | ---- | ---- | ---- | ---- | ---- | ---- | -------- |
| Australian Open | —    | —    | 1    | VF   | 1    | F    | AF   | AF   | —    | S    | —    | —    | —    | —    | —    | S        |
| French Open     | 1    | 1    | AF   | AF   | AF   | HF   | 1    | —    | 1    | VF   | —    | —    | —    |      | F    | F        |
| Wimbledon       | 2    | 1    | AF   | 2    | F    | F    | —    | —    | VF   | 2    | HF   | —    | —    |      | —    | F        |
| US Open         | —    | AF   | —    | AF   | HF   | VF   | —    | —    | —    | —    | —    | —    | —    |      | —    | HF       |

## Privates
Jelena Wesnina ist seit November 2015 mit dem Geschäftsmann Pawel Tabunzow verheiratet.
Im November 2018 brachte sie eine Tochter zur Welt.